# 图书馆站 (南通市)
图书馆站是南通轨道交通1号线的地铁车站，位于中华人民共和国江苏省南通市崇川区崇川路与海韵街交叉口地下，临近南通市图书馆，于2022年11月10日开通。

## 车站结构
图书馆站沿崇川路设置，车站主体位于崇安路与崇文路之间，呈东西走向，车站长469米，净宽19.3米，为地下两层岛式站台车站。车站地下一层为站厅层，地下二层为站台层。车站东侧设有两条存车线，供车辆存放及折返使用。
| 地面              | 出入口 | 1-2、6-8出入口                                                                                          |
| 地下一层          | 站厅   | 客服中心、自动售票机、验票机                                                                            |
| 地下二层          | 站台层 | \| \| \| 1号线往平潮（世纪大道） \| \| 島式 · 開左邊车门 \| \| \| \| \| \| 1号线往振兴路（南通大学） \| |
|                   |        | 1号线往平潮（世纪大道）                                                                                 |
| 島式 · 開左邊车门 |        | |
|                   |        | 1号线往振兴路（南通大学）                                                                               |

## 车站出口
图书馆站共设8个出口，其中3个出入口暂未启用，各出口及周围设施如下所示：
| 编号                | 周边信息                                                                               | 照片 | 无障碍设施 |
| ------------------- | -------------------------------------------------------------------------------------- | ---- | ---------- |
| 1 · 出口 · （设有） | 崇川路，海韵街                                                                         |      |            |
| 2 · 出口            | 崇川路，崇安路，海岚街，南通市海关，南通海事局，南通市烟草专卖局，南通市市场监督管理局 |      | 不適用     |
| 4 · 出口            | 崇川路，海韵街，南通中央公园（暂未启用）                                               |      | 不適用     |
| 5 · A · 出口        | 崇川路，海风街，南通中央公园（暂未启用）                                               |      | 不適用     |
| 5 · B · 出口        | 崇川路，海风街，江川东路，南通中央公园（暂未启用）                                     |      | 不適用     |
| 6 · 出口            | 崇文路，崇川路，中南世纪城                                                             |      | 不適用     |
| 7 · 出口 · （设有） | 崇文路，崇川路，南通市图书馆                                                           |      |            |
| 8 · 出口            | 崇川路，海风街，绿轴公园，南通市图书馆                                                 |      | 不適用     |
| 图例： 设有         |                                                                                        |      |            |

## 接驳交通

### 公交车
- 崇川路海韵街东：15路、79路、95路、128路
- 崇川路园林路西：78路、95路
- 市图书馆：61路、79路、128路、633路

## 车站历史
该站规划与建设时名称为中央商务区站，开通前更名为图书馆站。
- 2018年3月31日，车站主体施工开始[6]。
- 2020年4月21日，车站主体结构封顶[3]。
- 2022年11月10日，随1号线一期工程通车一同开通[1]。